# حدابة
حدَّابة أو بَرْكيل حية بيوض من فصيلة الحدابيات عادمات السموم. توجد في جنوب شرق آسيا وبعض مناطق إندُنِسْيَة. هذا ثعبان بدائي معروف بكل من قشوره شديدة التقزح وقدرته على التكاثر بسرعة ، لأنه بيضوي فيمكنه وضع ما يصل إلى 10 بيضات في المرة الواحدة. لم يتم التعرف على أي نويع حاليًا.

## وصف

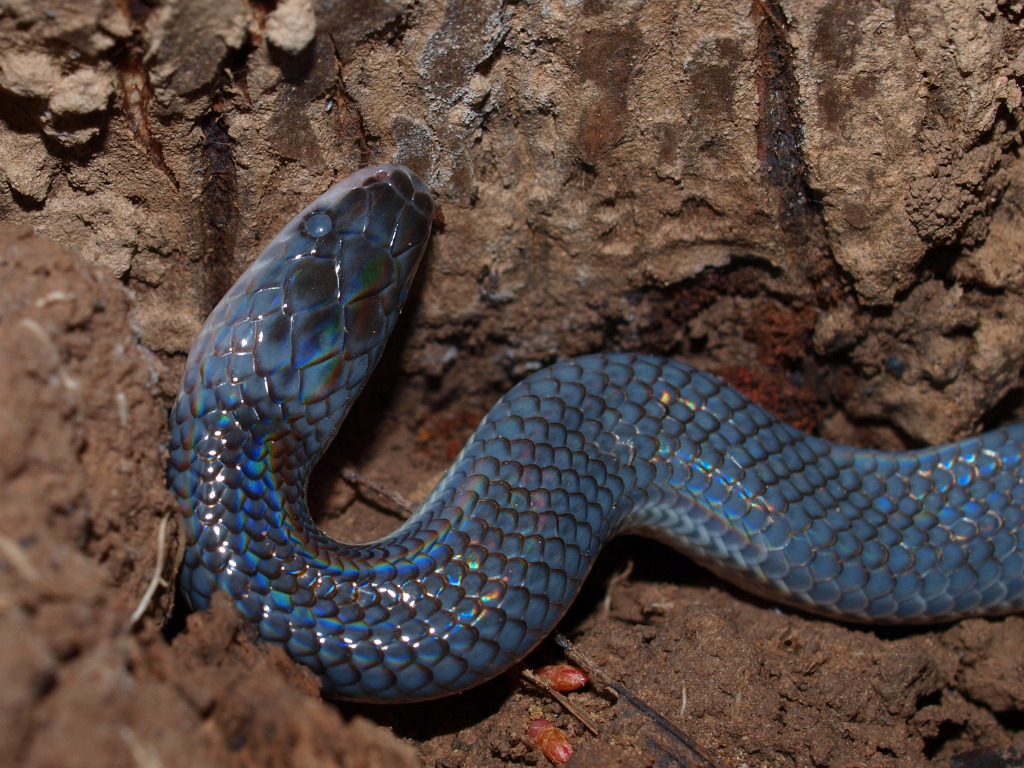
تُظهر هذه اللقطة المقربة معالمها شديدة اللمعان المميزة.

جسمها ثخين الجرم يطول نحو 120 سم. ثوبها إلى الصهبة الحنطية يعلوها مواجٌ جؤوي وشبه تبقيج جانبي يمتد من الشدقين إلى إلى طرفي الذنب. مدبها إلى السمرة. رأسها اسفيني. عيناها صغيرتان جاحظتان. شدقها مستعرض الملاقي. عدد أسنانها 68 منها 34 في كل فك. 

## الموطن
تألف المواقع التي تكثر فيها الأتربة القليلة الاندماج لأنها تغور فيها. بياتها الشتوي يستمر نحو خمسة أشهر. تبلغ لك نموها بعمر 14 أو 15 سنة وتعيش من 100 إلى 120 سنة. تسافد بعمر 6 سنوات.

## السلوك
تسرح في النهار والليل. قوتها الجراد والفئران والعظاء والعكابر والثعابين والضفادع. أخلاقها سلسة. تتحاشى الإنسان وإذا ضايقها تضربه بذنبها. ضربتها مؤذية لأنها ترض المكان الذي تصيبه وقد تفعل فيه فعل السوط. تعد من الحيوانات النافعة. 